# Fermín Espinosa "Armillita Hijo"
Fermín Espinosa Menéndez, más conocido como Fermín Espinosa “Armillita Hijo” (Aguascalientes, Aguascalientes, 24 de junio de 1956), es un torero mexicano que se retiró de los ruedos en 2002.

## Novillero
Es hijo de Fermín Espinosa Saucedo “Armillita Chico” y Nieves Menéndez. En su familia existe una gran tradición taurina, su abuelo Fermín Espinosa Orozco “Armillita” fue peón y banderillero, fueron toreros su padre, también conocido como “el Maestro de Saltillo”, y su tío Juan Espinosa Saucedo “Armillita”, así como su hermano Miguel y medio hermano Manuel Espinosa Acuña.
En 1973, inició su carrera como becerrista, a los diecisiete años de edad, en un festival organizado en la Plaza México en honor a su padre. El 30 de diciembre de ese mismo año, hizo su debut oficial como novillero en la plaza de León, Guanajuato, alternando con Avelino de la Fuente y Martín Obregón. Su primera presentación como novillero en España la hizo en Bilbao, alternando con Gabriel Puerta y Sebastián Cortés. Después haberse presentado en cinco ocasiones en la Península ibérica, regresó a México, la última ocasión que toreó como novillero alternó con Guillermo Montero y Humberto Moro la tarde del 17 de noviembre de 1974 en la Plaza México.

## Torero
El 23 de noviembre de 1974 recibió la alternativa en la Monumental de Aguascalientes con el toro Hidrocálido, su padrino fue Manolo Martínez y el testigo Eloy Cavazos. Ese día le cortó una oreja al sexto toro de la tarde, llamado Maestro. El 4 de enero de 1976 confirmó su alternativa en la Plaza México con el toro Don Chon, su padrino fue Manuel Capetillo (quien abandonó su retiro para otorgar la alternativa) y el testigo Curro Rivera.
En 1978 hizo una temporada en España en compañía de su hermano Miguel. Se le recuerda por la faenas hechas a Orfebre el 21 de abril de 1975, a Cantador el 1 de mayo de 1984, a Gavioto el 25 de abril de 1985, a Tres Generaciones el 25 de abril de 1988 en un mano a mano con su hermano Miguel, a Padrino el 25 de diciembre de 1989, a Madrileño el 15 de abril de 1990, a Duraznito y Bienvenido en 1990, a Caprichoso en 1994 y a Maraca en 2004. Se retiró el 3 de mayo de 2002 con el toro Salmantino alternando con Eulalio López “el Zotoluco” y Julián López “el Juli”.
Al igual que su hermano, destacó como banderillero. Ocasionalmente participa en festivales taurinos. Es padre del torero Fermín Espinosa Díaz de León, quien debutó el 25 de julio de 2012 y que es el cuarto torero en llevar el mismo nombre en la familia.